# Liste de ministres du Tibet avant 1959
Il s'agit d'une liste de ministres du Tibet avant 1959, en tibétain, les Kalons du Kashag, le cabinet du gouvernement du Tibet historique.
Dans la diaspora tibétaine, la liste s'allonge avec la liste des ministres tibétain en exil
| Kalön                               | Wylie                                        | fonction    | fonction                 |
| Kalön                               | Wylie                                        | de          | à                        |
| ----------------------------------- | -------------------------------------------- | ----------- | ------------------------ |
| Khangchenne Sönam Gyalpo            | khang chen bsod nams rgyal po                | 1721        | 1727                     |
| Ngabo Dorje Gyalpo                  | nga phod rdo rje rgyal po                    | 1721        | 1728                     |
| Lumpanas Tashi Gyalpo               | lum pa nas bkra shis rgyal po                | 1721        | 1728                     |
| Jaranas Lodrö Gyalpo                | sbyar ra nas blo gros rgyal po               | 1721        | 1728                     |
| Pholhanas Sönam Tobgye              | pho lha ba bsod nams stobs rgyal             | 1723        | 1747                     |
| Dokhar Tsering Wangyal              | mdo mkhar tshe ring dbang rgyal              | 1728        | 1736 (à nouveau en 1751) |
| Tönpa Sricho Tseten                 | thon pa sri gcod tshe brtan                  | 1728        | 1765?                    |
| Gashi Namgyal Tseten                | dga' bzhi rnam rgyal tshe brtan              | 1731        | 1739                     |
| Drongtse Wangyal Tseten             | 'brong rtse dbang rgyal tshe brtan           | 1734        | 1750                     |
| Gashi Pandita                       | dga' bzhi pandita                            | 1739        | 1782                     |
| Nyima Gyaltsen                      | nyi ma rgyal mtshan                          | 1751        | 1767                     |
| Sampo Künga Tenzin                  | bsam pho kun dga' bstan 'dzin                | 1763        | 1773                     |
| Tönpa Sishi Wangdü                  | thon pa srid zhi dbang 'dus                  | 1765?       | 1787                     |
| Kälsang Yönten                      | bskal bzang yon tan                          | 1767        | 1773                     |
| Kälsang Tenzin Namgyal              | bskal bzang bstan 'dzin rnam rgyal           | 1773        | 1778                     |
| Dokhar Sönam Wangyal                | mdo mkhar bsod nams dbang rgyal              | 1773        | 1788                     |
| Kälsang Namgyal                     | bskal bzang rnam rgyal                       | 1779        | 1792                     |
| Gashi Tenzin Päljor                 | dga' bzhi bstan 'dzin dpal 'byor             | 1783        | 1791                     |
| Sampo Tashi Namgyal                 | bsam pho bkra shis rnam rgyal                | 1788        | 1789/90                  |
| Yutog Tashi Döndrub                 | g.yu thog bkra shis don grub                 | 1788        | 1791                     |
| Horkhang Sönam Tashi                | hor khang bsod nams bkra shis                | 1789/90     | 1792                     |
| Lhading Döndrub Tsewang             | lha sdings don grub tshe dbang               | 1792?       | 1801                     |
| Phala Tenzin Namgyal                | pha lha bstan 'dzin rnam rgyal               | 1792?       | 1801                     |
| Jampa Tobden                        | byams pa stobs ldan                          | 1792        | 1805                     |
| Shatra Künga Päljor                 | bshad sgra kun dga' dpal 'byor               | 1792?       | 1804?                    |
| Trimön Dorje Tsering                | khri smon rdo rje tshe ring                  | 1801        | 1813                     |
| Surkhang Sricho Tseten              | zur khang sri gcod tshe brtan                | 1804        | 1815                     |
| Gashi Migyur Sönam Päljor           | dga' bzhi mi 'gyur bsod nams dpal 'byor      | 1805        | 1834                     |
| Shatra Döndrub Dorje                | bshad sgra don grub rdo rje                  | 1808        | 1839                     |
| Phala                               | pha lha                                      | 1813        | 1829                     |
| Tönpa Tenzin Tsewang                | thon pa bstan 'dzin tshe dbang               | 1822        | 1843                     |
| Surkhang Tseten Dorje               | zur khang tshe brtan rdo rje                 | 1829        | 1844                     |
| Phala Sönam Gyalpo                  | pha lha bsod nams rgyal po                   | 1834        | 1843                     |
| Dokhar Gyurme Tsewang Päljor        | mdo mkhar 'gyur med tshe dbang dpal 'byor    | 1839        | 1842                     |
| Shatra Wangpug Gyalpo               | bshad sgra dbang phug rgyal po               | 1843        | 1858                     |
| Chichag Döndrub Tobgye              | spyi lcags don grub stobs rgyas              | 1844        | 1851                     |
| Sarjung Nöchin Püntsog              | gsar byung gnod sbyin phun tshogs            | 1847        | 1850                     |
| Pallhün                             | dpal lhun                                    | 1847        | 1858                     |
| Sampo Gyaltsen Ngödrub              | bsam pho rgyal mtshan dngos grub             | 1852        | 1856                     |
| Tekang Tseten                       | bkras khang tshe brtan                       | 1852        | 1856                     |
| Kyito                               | skyid stod                                   | 1858        | 1859                     |
| Changyap Lhawang Gönpo              | lcang rgyab lha dbang mgon po                | 1858        | 1861                     |
| Gashi Nyima Lhündrub                | dga' bzhi nyi ma lhun grub                   | 1858        | 1860                     |
| Dokhar                              | mdo mkhar                                    | 1859        | 1862                     |
| Phala Pema Gyalpo                   | pha lha padma rgyal po                       | 1860        | 1874                     |
| Pösho Lobsang Dargye                | spo shod blo bzang dar rgyas                 | 1860        | ?                        |
| Rangjung Dorje Döndrub              | rang byon rdo rje don grub                   | 1862        | 1867                     |
| Pulung Püntsog Tsewang              | phu lung phun tshogs tshe dbang              | 1862        | 1870?                    |
| Sarjung Tsewang Pälbar              | gsar byung tshe dbang dpal 'bar              | 1865        | ?                        |
| Tsogo Migmar Tsering                | mtsho sgo mig dmar tshe ring                 | 1867        | 1871                     |
| Shatra Tsering Wangchug             | bshad sgra tshe ring dbang phyug             | 1869        | 1871                     |
| Sumpa Namgyal Dorje                 | bsrum pa rnam rgyal rdo rje                  | 1870        | ?                        |
| Dokhar Tsewang Norbu                | mdo mkhar tshe dbang nor bu                  | 1871        | 1896                     |
| Tsewang Päljor                      | tshe dbang dpal 'byor                        | ?           | 1873                     |
| Yutog                               | g.yu thog                                    | 1873        | 1878                     |
| Phala Tashi Dargye                  | pha lha bkra shis dar rgyas                  | 1876        | 1891                     |
| Rampa Lhawang Dorje                 | ram pa lha dbang rdo rje                     | 1878        | 1898                     |
| Lobsang Yönten                      | blo bzang yon tan                            | 1878        | 1889                     |
| Lhalu Yeshe Norbu Wangchug          | lha klu ye shes nor bu dbang phyug           | 1881        | 1891                     |
| Yeshe Püljung                       | ye shes phul 'byung                          | 1889        | 1893                     |
| Surkhang Sönam Wangchen             | zur khang bsod nams dbang chen               | 1893        | 1901                     |
| Shatra Päljor Dorje                 | bshad sgra dpal 'byor rdo rje                | 1893        | 1903                     |
| inconnue                            | -                                            | 1893        | 1900                     |
| Sholkhang Döndrub Püntsog           | zhol khang don grub phun tshogs              | 1900        | 1903                     |
| Changkhyim Ngawang Khyenrab Pälsang | chang khyim ngag dbang mkhyen rab dpal bzang | 1901        | 1903                     |
| Horkhang Sönam Tobgye               | hor khang bsod nams stobs rgyas              | 1902        | 1903                     |
| Yutog Püntsog Pälden                | g.yu thog phun tshogs dpal ldan              | 1903        | 1907                     |
| Tsarong Wangchug Gyalpo             | tsha rong dbang phyug rgyal po               | 1903        | 1912                     |
| Lobsang Trinley                     | blo bzang 'phrin las                         | 1904        | 1910                     |
| Sarjung Tseten Wangchug             | gsar byung tshe brtan dbang phyug            | 1904        | 1914                     |
| Shelkar Lingpa                      | shel dkar gling                              | 1912        | 1913                     |
| Champa Tendar                       | byams pa bstan dar                           | 1912        | 1922                     |
| Dekyi Lingpa                        | bde skyid gling                              | 1913        | 1914                     |
| Khemey Rinchen Wangyal              | khe smad rin chen dbang rgyal                | 1914        | 1921                     |
| Tsarong Dzasa                       | tsha rong zla bzang dgra 'bul                | 1914        | 1929                     |
| Trimön Norbu Wangyal                | khri smon nor bu dbang rgyal                 | 1914        | 1934 (1936)              |
| Ngabo Shape                         | nga phod                                     | 1921        | 1932                     |
| Lobsang Tenyong                     | blo bzang bstan skyong                       | 1925        | 1931                     |
| Mentö Dorje Namgyal                 | sman stod rdo rje rnam rgyal                 | 1929        | 1931                     |
| Gendün Chödar                       | dge 'dun chos dar                            | 1932        | 1934                     |
| Tetong Gyurmö Gyatso                | bkras mthong 'gyur mod rgya mtsho            | 1932        | 1938                     |
| Nangchung Pemba Dhondup             | snang byung spen pa don grub                 | 1932        | 1943                     |
| Thubten Shakya                      | thub bstan sha kya                           | 1934        | 1939                     |
| Bhondong Tseten Dorje               | bon grong tshe brtan rdo rje                 | 1934        | 1945                     |
| Pünkhang Tashi Dorje                | phun khang bkra shis rdo rje                 | 1938        | 1946                     |
| Tenpa Jamyang                       | bstan pa 'jam dbyangs                        | 1939        | 1944                     |
| Surkhang Wangchen Gelek             | zur khang dbang chen dge legs                | 1943        | 1959                     |
| Thupten Kunkhen                     | thub bstan kun mkhyen                        | 1944        | 1951                     |
| Kashopa Chogyal Nyima               | ka shod pa chos rgyal nyi ma                 | 1945        | 1949                     |
| Lhalu Tsewang Dorje                 | lha klu tshe dbang rdo rje                   | 1946        | 1952                     |
| Dokhar Püntsog Rabgye               | mdo mkhar phun tshogs rab rgyas              | 1949        | 1957                     |
| Ngabo Ngawang Jigme                 | nga phod ngag dbang 'jigs med                | 1950        | 1959                     |
| Khyenrab Wangchug                   | mkhyen rab dbang phyug                       | 1951        | 1956                     |
| Liushar Thubten Tharpa              | thub bstan thar pa                           | 1955 (1956) | 1959                     |
| Sampo Tsewang Rigzin                | bsam pho tshe dbang rig 'dzin                | 1957        | 1959                     |